# Destiny (módulo da ISS)

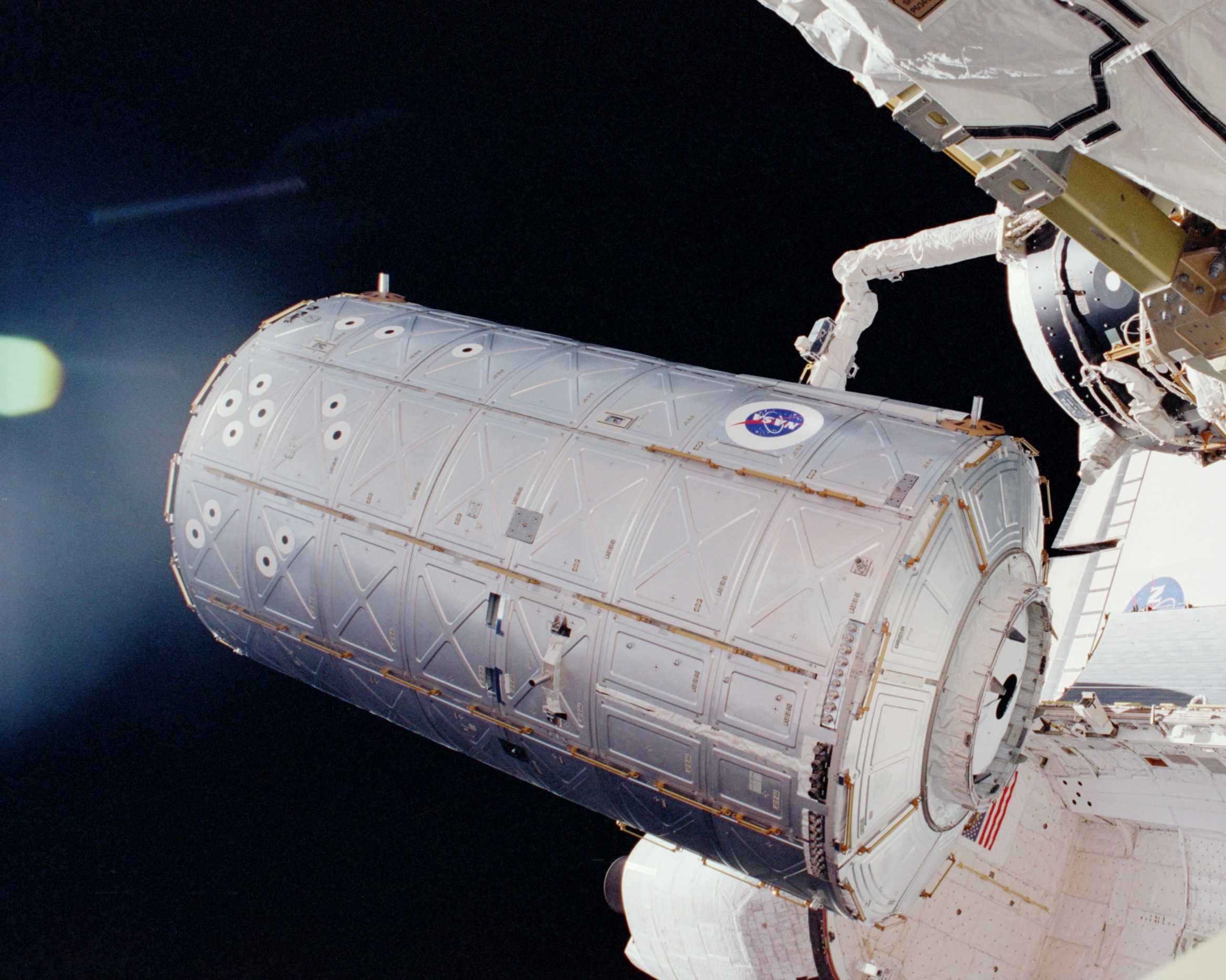
Laboratório Destiny sendo instalado na ISS.

Destiny, também conhecido como US Lab, é a principal instalação operacional para pesquisas dos Estados Unidos na Estação Espacial Internacional. Foi atracado ao módulo Unity e ativado após um período de cinco dias de trabalho em fevereiro de 2001. O Destiny é a primeira estação de pesquisa orbital permanente da NASA desde que o Skylab foi desocupado em fevereiro de 1974. O laboratório de pesquisas em estado de arte de 16 toneladas teve sua construção iniciada pela Boeing em 1995 no Michoud Assembly Facility, uma fábrica da NASA em Nova Orleans, e foi posteriormente completado no Centro de Voos Espaciais George C. Marshall no Alabama. Foi lançado ao espaço em 7 de fevereiro de 2001 em direção à ISS, a bordo da nave Atlantis STS-98.
O módulo tem uma janela ótica (principalmente para observações científicas da Terra) e um obturador em forma persiana resistente para protegê-la de potenciais micrometeoritos e detritos espaciais. A persiana é manipulada manualmente pela tripulação. Na estrutura pressurizada, os astronautas fazem pesquisas em diversos campos da ciência. Cientistas através do mundo usam os resultados para aprimorar seus estudos em medicina, engenharia, biotecnologia, física, ciência dos materiais e ciências da terra.

## Lançamento e instalação
O módulo foi lançado ao espaço em 7 de fevereiro de 2001 na Atlantis. No dia 10, sua instalação no complexo orbital foi iniciada; primeiro, o braço robótico instalado no ônibus espacial, o Canadarm, foi usado para remover o Adaptador de Acoplamento Pressurizado 2 (PMA 2) da porta dianteira do módulo Unity para dar espaço ao novo módulo. O PMA-2 foi temporariamente arrumado no anel de atracação dianteiro da treliça Z1. O Destiny foi "agarrado" pelo braço robótico às 11h23, retirado do compartimento de carga da Atlantis e ancorado no porto de atracamento do Unity. Dois dias depois, o PMA-2 foi movido para a sua localização semi-permanente na escotilha dianteira do Destiny. Anos depois, em 14 de novembro de 2007, o módulo Harmony foi anexado à extremidade dianteira do laboratório Destiny. A adição do módulo à ISS, que se encontrava em primeiros estágios de montagem no espaço, aumentou a área habitável da estação em 3.800 m³, um aumento de 41% no total.

## Estrutura

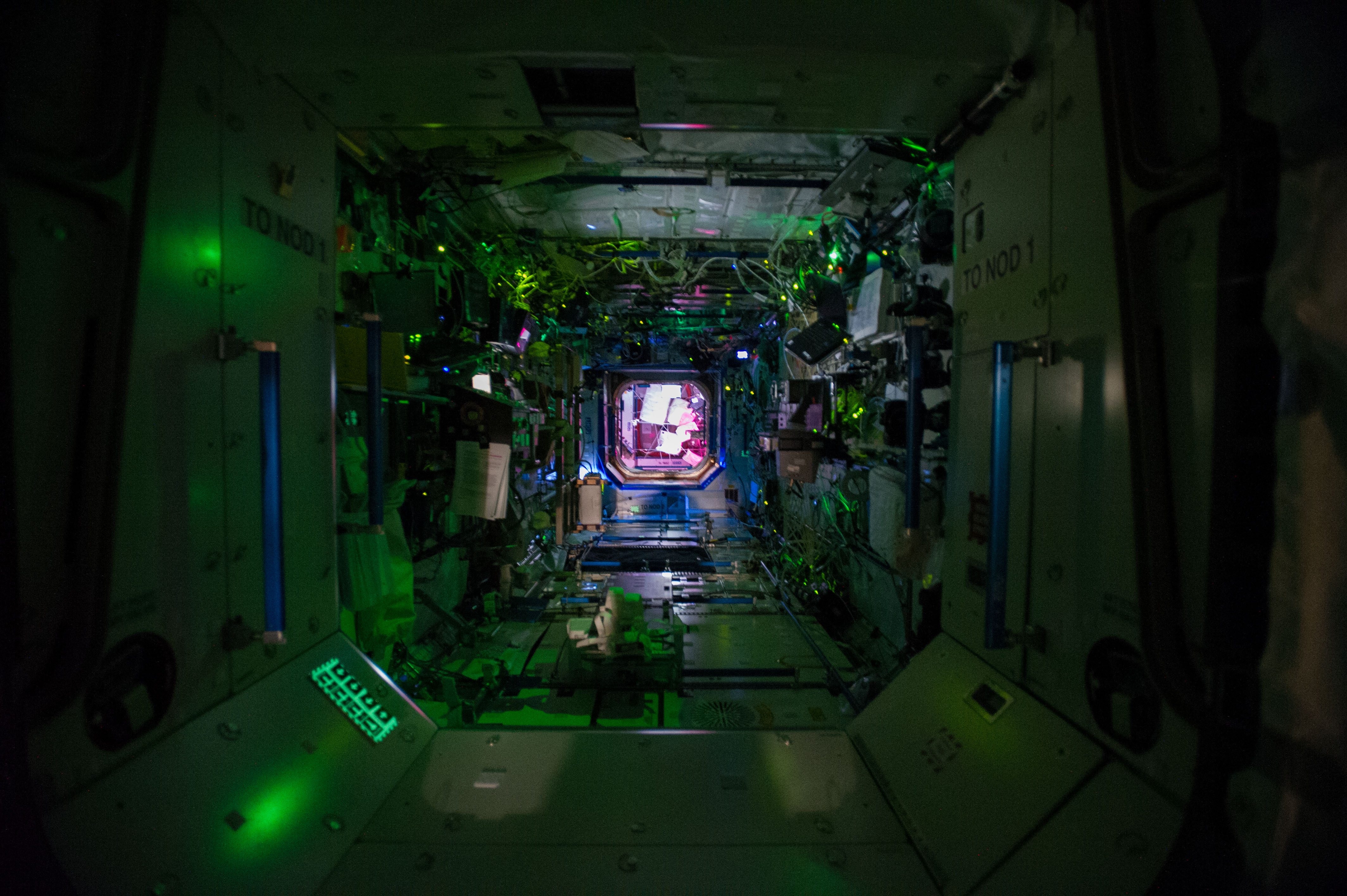
Interior do módulo com as luzes apagadas enquanto a tripulação dorme.

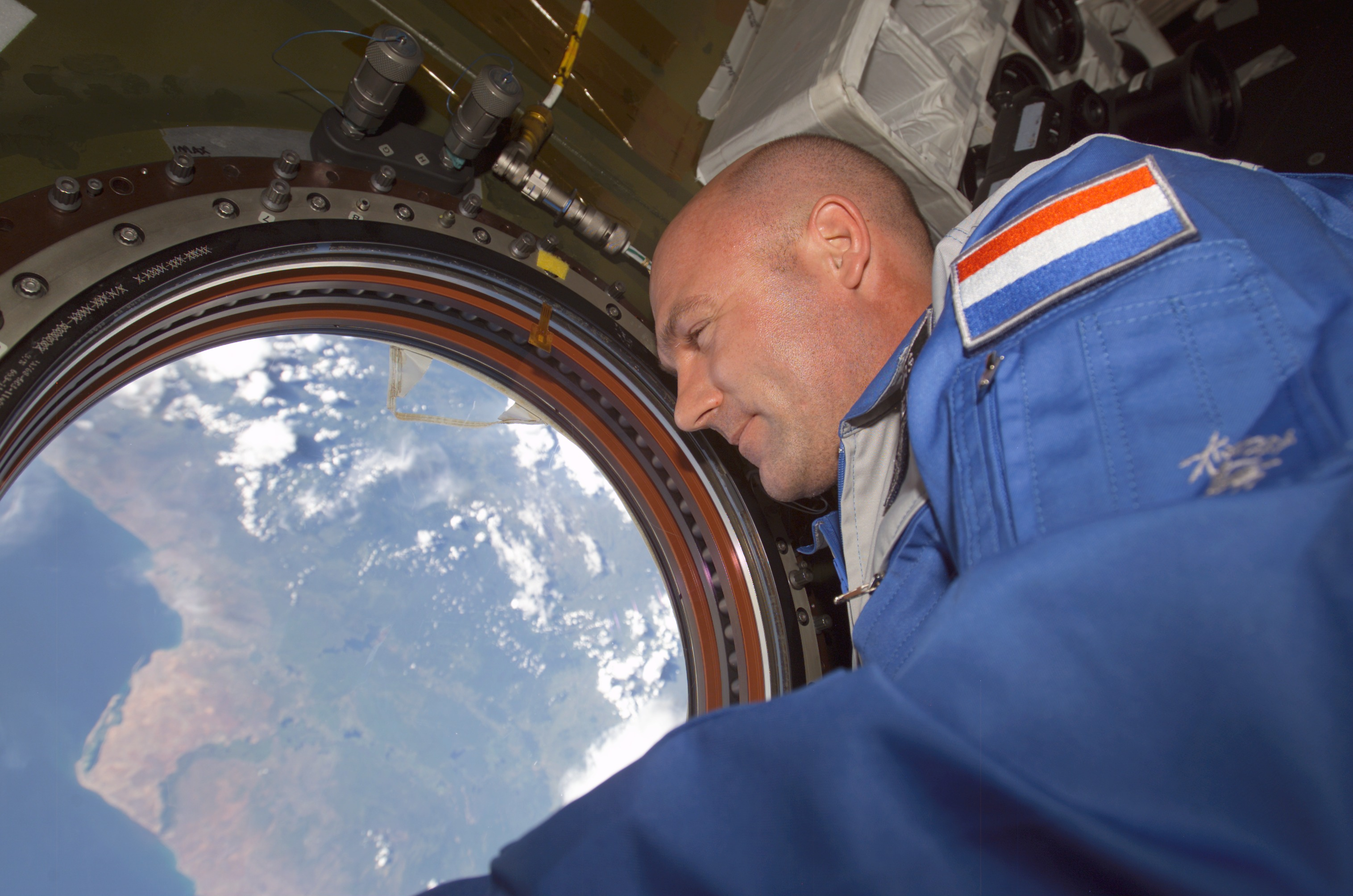
A janela de alta qualidade ótica do Destiny.

O módulo tem 8,5 m de comprimento e 4,3 m de largura.  É feito de alumínio e aço inoxidável e compreende três seções cilíndricas e duas extremidades em forma de cone que contêm as aberturas das escotilhas através das quais os astronautas entram e saem dele. A porta de ré do Destiny está conectada à porta dianteira do módulo Unity, e sua porta dianteira está conectada à porta de ré do  módulo Harmony. As extremidades são coloridas em azul e branco, respectivamente, para que a equipe possa navegar facilmente. Uma janela de diâmetro de 20 polegadas (510 mm) está localizada em um lado do centro do módulo.
Cada uma das duas portas de atracação no Destiny contém uma escotilha; ambas estão normalmente abertas e permanecem abertas, a menos que surja uma situação que exija que um módulo seja isolado. Cada escotilha tem uma janela. Elas podem ser abertas ou fechadas de ambos os lados e possuem um recurso de intertravamento de pressão, que impede que sejam abertas caso sofram uma pressão negativa (maior pressão na parte externa da escotilha). Todas tem um formato de quadrado de seis lados - o que está associado a esse módulo.
A Destiny tem uma janela de vidro de 20 polegadas (510 mm), de grande pureza ótica com qualidade de telescópio, localizada em uma baia aberta usada principalmente para observações de ciências da Terra. Os tripulantes da estação usam vídeo e câmeras fotográficas de alta qualidade na janela para registrar as paisagens em mudança da Terra. Um obturador de janela a protege contra possíveis golpes de micrometeoritos e detritos orbitais durante a vida da ISS. A tripulação abre manualmente esse obturador, em forma de persiana, para usar a janela.
Imagens capturadas da janela de Destiny deram aos geólogos e meteorologistas a oportunidade de estudar inundações, avalanches, incêndios e eventos oceânicos como flores de plâncton de uma forma nunca antes vista, assim como cientistas internacionais tiveram a oportunidade de estudar características como geleiras, recifes de corais, crescimento urbano e incêndios florestais.
- Comprimento: 8,53 m
- Diâmetro: 4,27 m
- Massa: 14.515 kg